# (3406) Omsk
(3406) Omsk ist ein im mittleren Hauptgürtel gelegener Asteroid. Er wurde am 21. Februar 1969 von der sowjetischen Astronomin Bella Burnaschewa am Krim-Observatorium in Nautschnyj (IAU-Code 095) entdeckt. Eine Sichtung des Asteroiden hatte es vorher schon am 29. Mai 1951 unter der vorläufigen Bezeichnung 1951 KA1 am McDonald-Observatorium in Texas gegeben.
Der mittlere Durchmesser von (3406) Omsk wurde mit 16,058 (±0,217) Kilometer berechnet, die Albedo mit 0,224 (±0,023).
Nach der SMASS-Klassifikation (Small Main-Belt Asteroid Spectroscopic Survey) wurde bei einer spektroskopischen Untersuchung von Gianluca Masi, Sergio Foglia und Richard P. Binzel bei einer Unterteilung aller untersuchten Asteroiden in C-, S- und V-Typen (3406) Omsk den C-Asteroiden zugeordnet. In einer Analyse nach SMASSII durch das Teleskop-Systems Pan-STARRS wurde der Asteroid jedoch dem Typ X und in einer Analyse von Daten des Wide-Field Infrared Survey Explorers dem Typ M zugeordnet.
Die Rotationsperiode des Asteroiden wurde vom 11. bis 19. Mai 2007 in New South Wales von Colin Bembrick am Mount Tarana Observatory in Bathurst und Greg Crawford am Bagnall Beach Observatory in Corlette beobachtet. Die Lichtkurve ergab eine Rotationsperiode von 7,275 h (±0,006).
Mittlere Sonnenentfernung (große Halbachse), Exzentrizität und Neigung der Bahnebene von (3406) Omsk entsprechen grob der Dora-Familie, einer Gruppe von Asteroiden, die nach (668) Dora benannt ist. Der Asteroid gehört jedoch keiner Asteroidenfamilie an.
(3406) Omsk wurde am 18. Februar 1992 nach der sibirischen Stadt Omsk benannt, der Geburtsstadt von Bella Burnaschewa.